# Frédéric de Kerouartz
Frédéric de Kerouartz, né le 6 mai 1858 à Guingamp (Côtes-du-Nord) et mort le 26 juin 1930 à Paris, est un homme politique français.

## Biographie
Propriétaire terrien, il est conseiller général du canton de Callac. Député des Côtes-du-Nord de 1898 à 1902, il siège au groupe de l'Action libérale. Battu en 1902, il retrouve un poste de parlementaire comme sénateur des Côtes-du-Nord de 1912 à 1921. Son activité parlementaire est très limitée et il se retire de la vie politique après sa défaite en 1921. Son fils, Oswen de Kerouartz est député des Côtes-du-Nord de 1930 à 1936.
Il épouse en 1887 à Paris Marguerite d'Andigné (1865-1894), petite-fille de Louis d'Andigné puis, en 1897, sa sœur Louise d'Andigné (1870-1959).

## Source
- « Frédéric de Kerouartz », dans le Dictionnaire des parlementaires français (1889-1940), sous la direction de Jean Jolly, PUF, 1960 [détail de l’édition]